# Берёзовка (Хабарский район)
Берёзовка — посёлок в Хабарском районе Алтайского края, входит в состав муниципального образования сельское поселение Мартовский сельсовет.

## История
Посёлок был основан в 1970 году.

## Улицы
Список улиц посёлка:
- улица Клубная.
- улица Лесная.

## Население
| 1997 | 1998 | 1999 | 2000 | 2001 | 2002 |
| ---- | ---- | ---- | ---- | ---- | ---- |
| 86   | ↗89  | ↗91  | ↘90  | ↘86  | ↘76  |
| 2003 | 2004 | 2005 | 2006 | 2007 | 2008 |
| ↗87  | ↘78  | ↘76  | ↘68  | ↘63  | ↘62  |
| 2009 | 2010 | 2011 | 2012 | 2013 |      |
| ↘61  | ↘39  | ↗41  | →41  | ↗42  |      |

## Образование
В посёлке расположено муниципальное образовательное учреждение «Берёзовская начальная общеобразовательная школа».